# Gainsborough Dupont
Pour les articles homonymes, voir Dupont.
Gainsborough Dupont, né en décembre 1754 à Sudbury (Suffolk), et mort le 20 janvier 1797 à Londres, est un peintre et graveur britannique.
Il est le neveu et élève du peintre Thomas Gainsborough.

## Biographie
Gainsborough Dupont, né le 20, ou le 24 décembre 1754 à Sudbury dans le Suffolk, est le fils aîné de Sarah, la sœur de Thomas Gainsborough (1727-1788), et de son mari Philip Dupont. En 1772, il est apprenti de Thomas Gainsborough, pour lequel il continue de travailler jusqu'à la mort de ce dernier en 1788. Il est le seul assistant que Gainsborough ait jamais employé. Il est également formé à la Royal Academy Schools, où il devient un étudiant en mars 1775.
Dupont reprend l'atelier de Gainsborough dans la maison Schomberg en 1788, et il déménage à Bloomsbury en 1793, après le décès de la veuve de Gainsborough. Il peint des portraits et des paysages dans un style similaire à celui de son oncle, mais aussi des paysages avec des ruines architecturales, dans lesquels il imite Nicolas Poussin. Son œuvre principale est un grand tableau où figurent les portraits des frères aînés de Trinity House, qui se trouve dans leur salle d'audience sur Tower Hill.
Gainsborough Dupont meurt à Londres le 20 janvier 1797,. Il est inhumé au cimetière Kew dans la même tombe que Thomas Gainsborough.

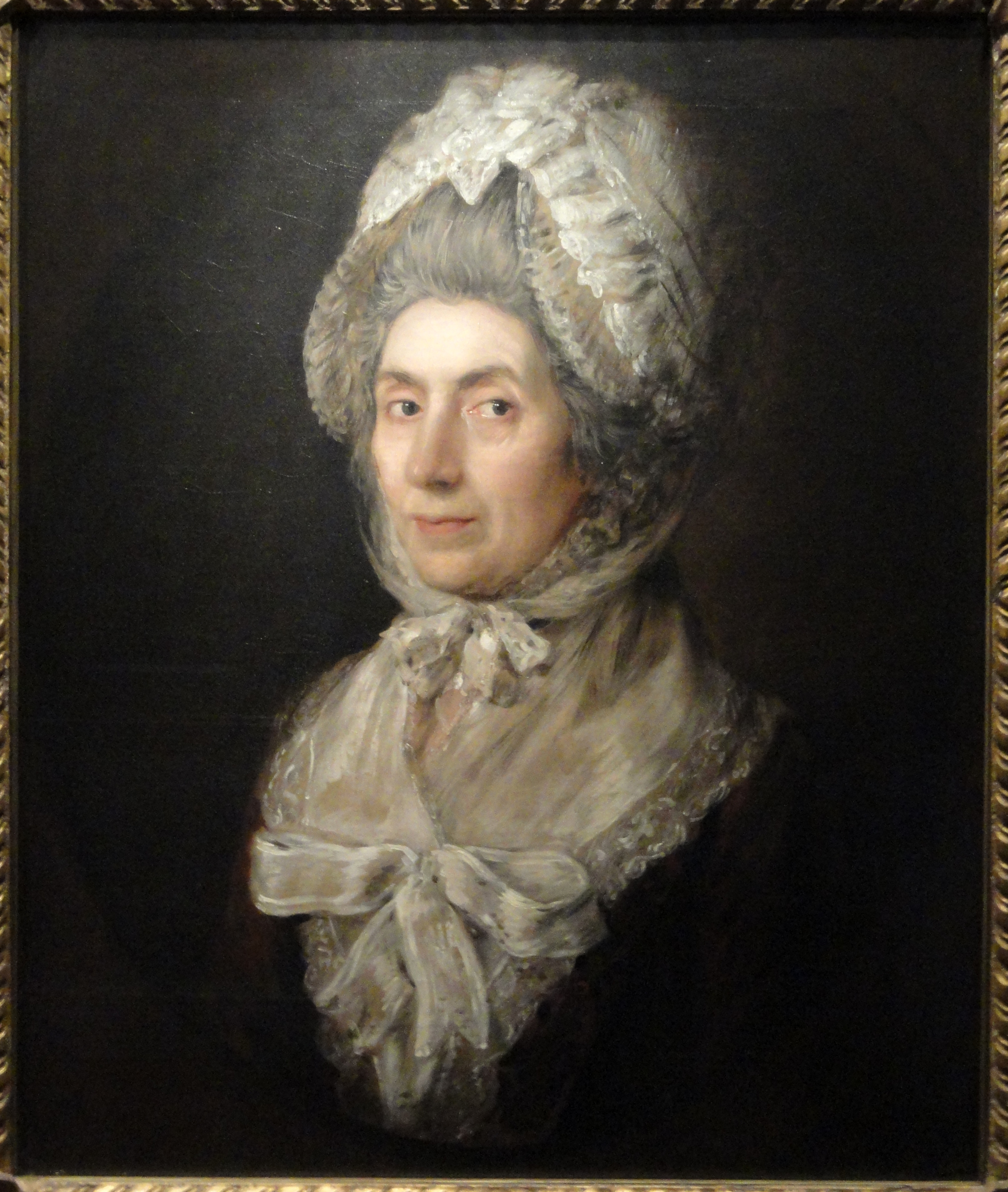
Thomas Gainsborough, Sarah Dupont, 1777-1779, Art Institute of Chicago.

## Œuvre

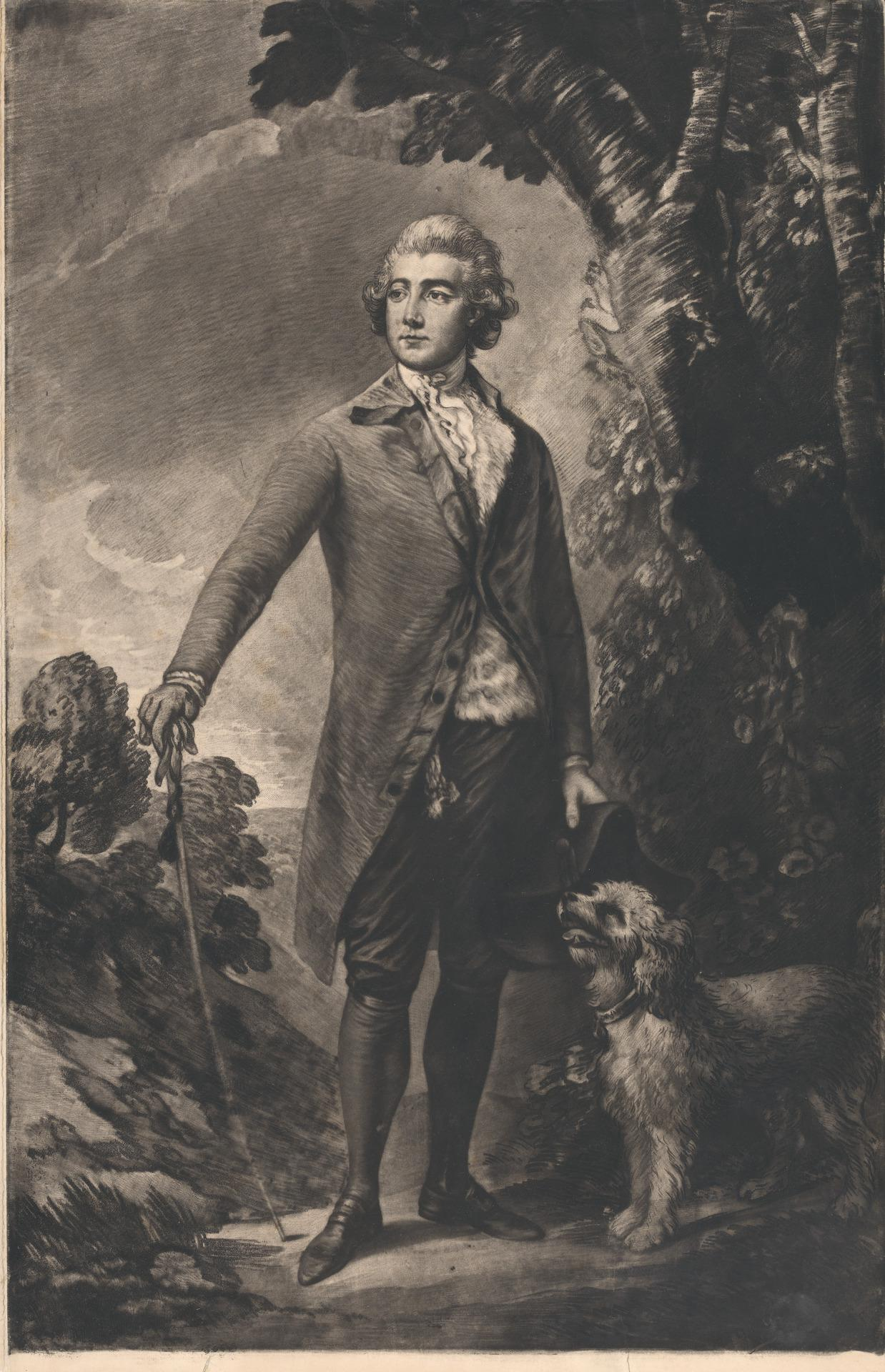
Gainsborough Dupont, Rev. Sir Henry Bate Dudley, d'après Thomas Gainsborough, manière noire, New Haven, Centre d'art britannique de Yale.

Bien qu'il ait quelque valeur comme peintre, il est surtout un bon graveur en manière noire.
À partir de 1779, Gainsborough Dupont réalise une série de manières noires d'après les portraits de Thomas Gainsborough, dont :
- George III., en pied[6] ;
- La Reine Charlotte, en pied[6] ;
- La Princesse Royale, et les princesses Augusta et Élisabeth, en pied ;
- George Brydges Rodney, en pied ;
- Le Général Conway, en pied[6] ;
- Le Colonel St Leger, en pied ;
- Rév. Sir Henry Bate Dudley, Bart. ;
- Rév. Richard Graves, mi-hauteur, de forme ovale.

Œuvres de Gainsborough Dupont
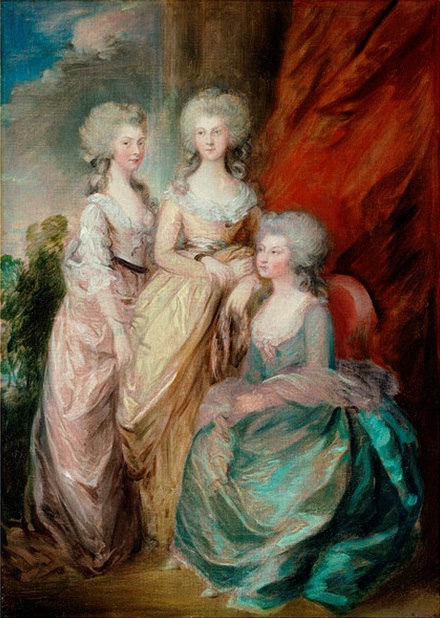
Les trois filles aînées de George III, années 1780, Londres, Victoria and Albert Museum.
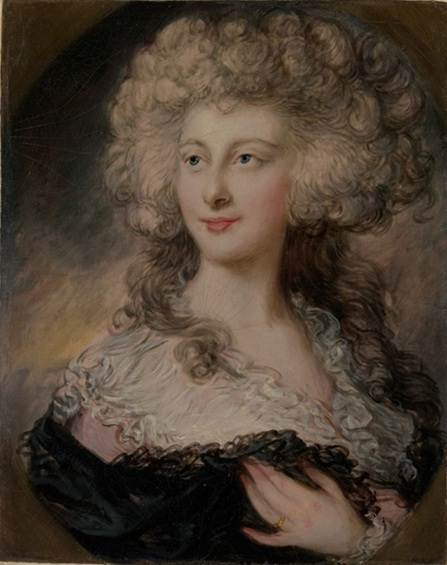
Anne Elizabeth Cholmley, années 1780, New York, Metropolitan Museum of Art.
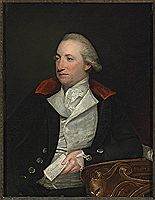
John Stuart, 1er marquis de Bute, 1784, Davenport, Figge Art Museum (en).
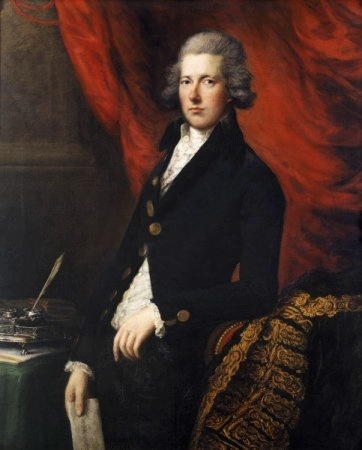
William Pitt le Jeune, vers 1787, Glasgow, Collection Burrell.
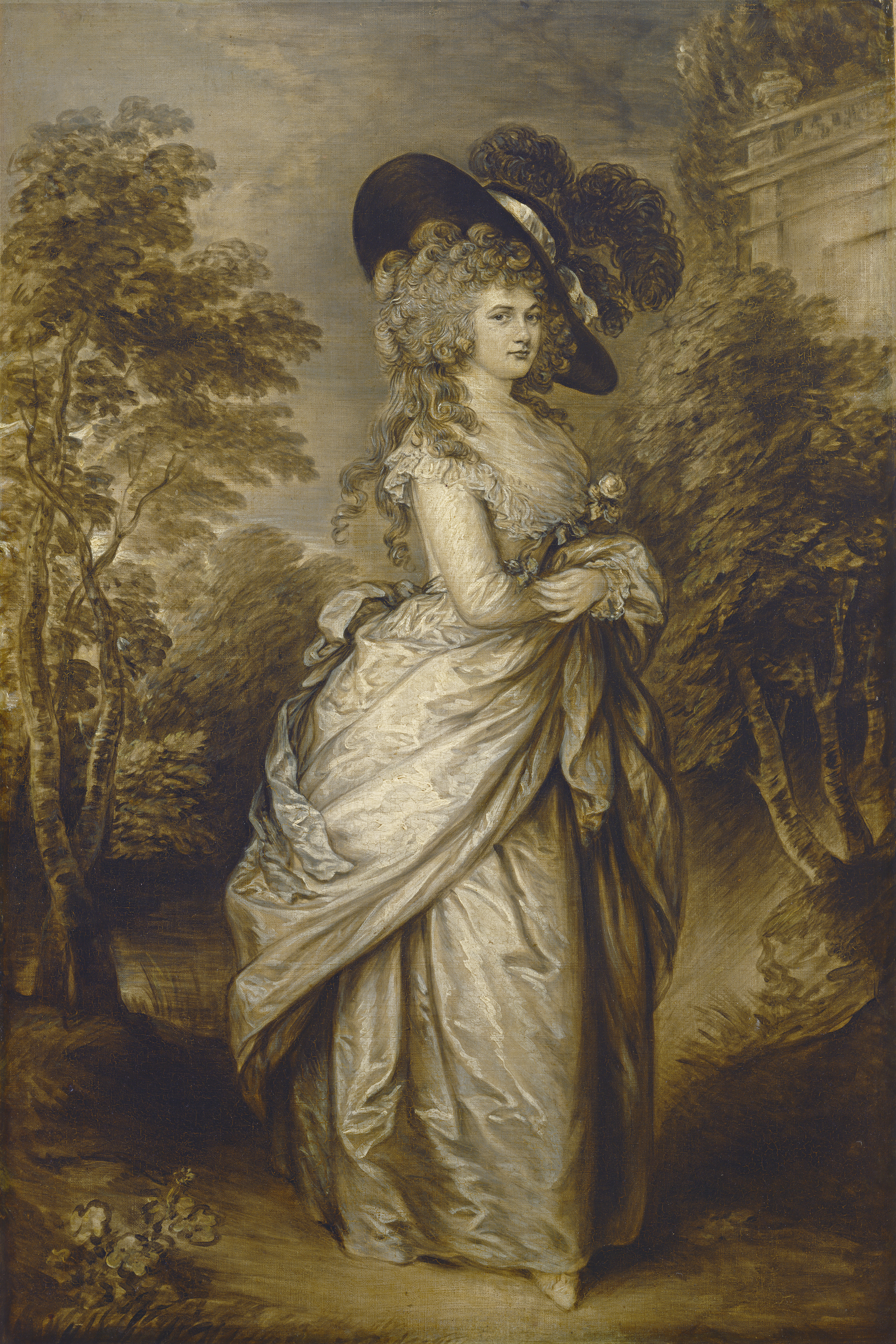
Georgiana, duchesse de Devonshire , vers 1787-1796, Washington, National Gallery of Art.
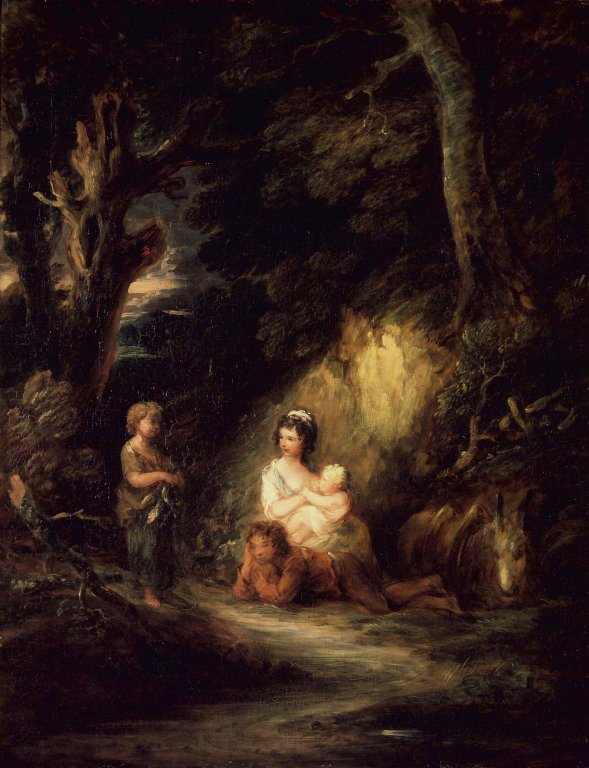
Halt of Traveling Peasants by a Woodside, 1790, New York, Brooklyn Museum.
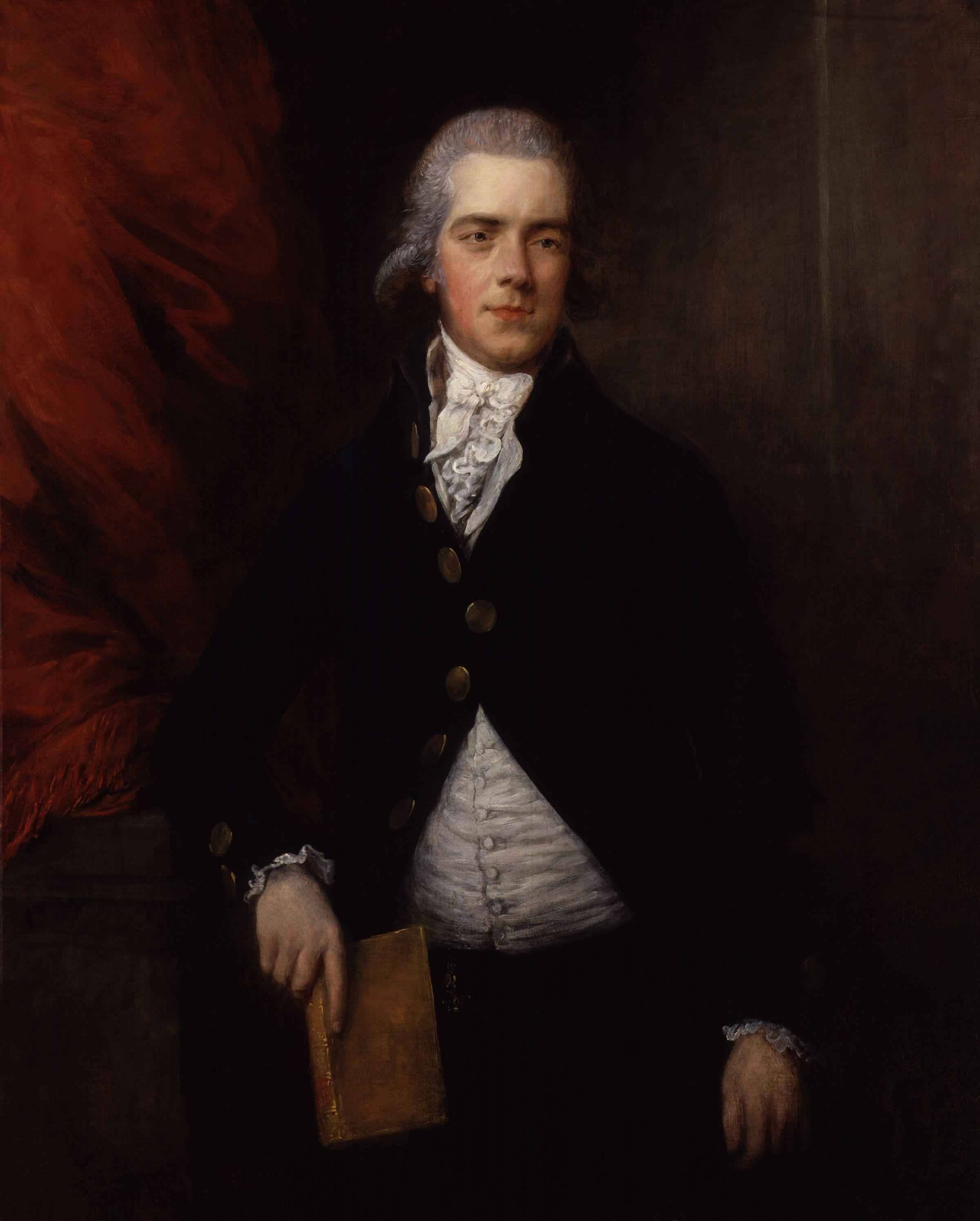
William Grenville, 1er baron de Grenville, vers 1790, Londres, National Portrait Gallery.
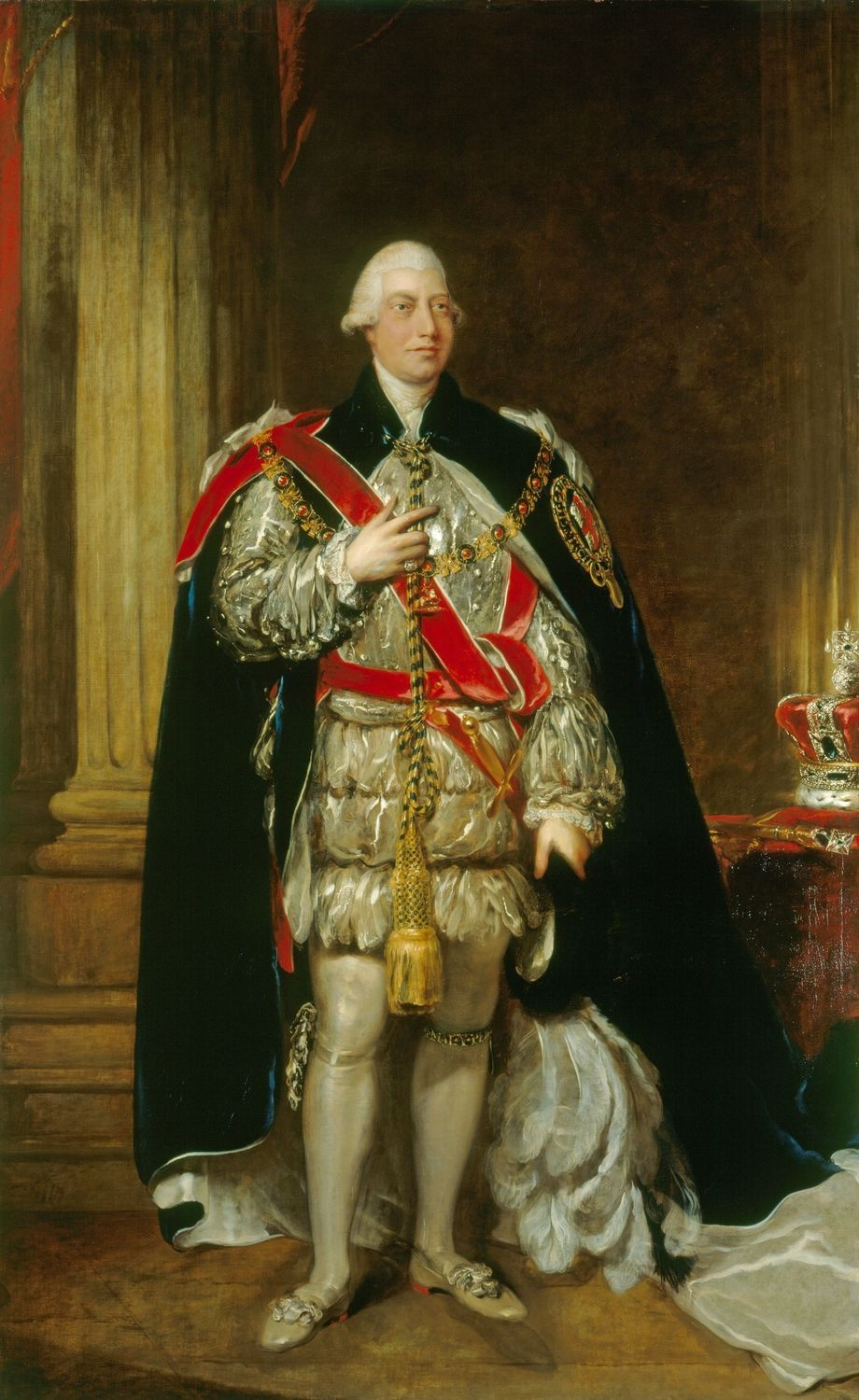
George III du Royaume-Uni, entre 1794 et 1795, Londres, Royal Collection.
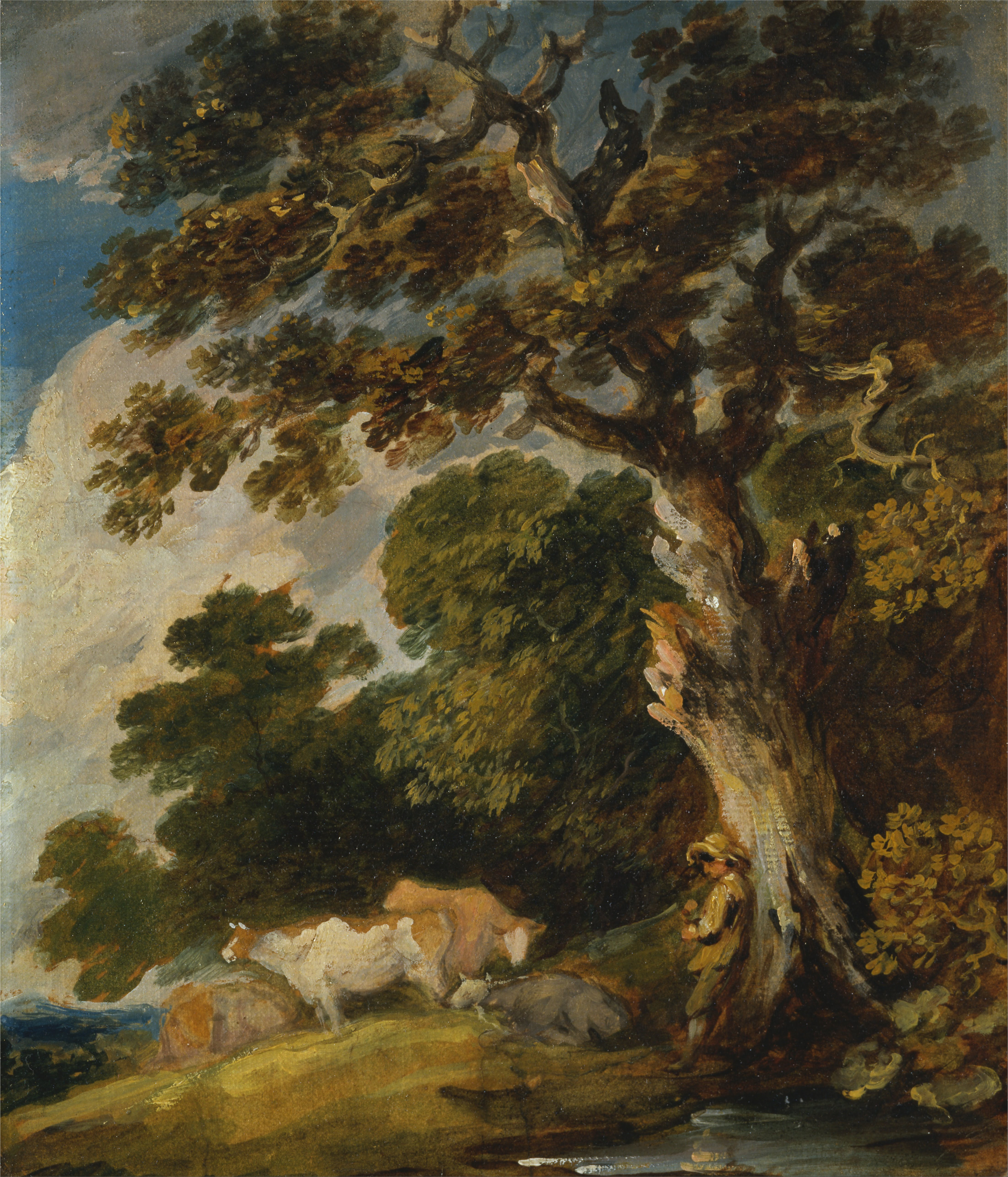
Un paysage boisé avec des bovins et berger, New Haven, Centre d'art britannique de Yale.